# شبه جزيرة (فلم)
شبه جزيرة (بالكورية: 반도) هو فيلم أكشن رعب كوري جنوبي من إخراج يون سانغ-هو وبطولة كانغ دونغ وون وإي جونغ هيون.تم عرض الفيلم في كوريا الجنوبية في 15 يوليو 2020 وفي الولايات المتحدة في 21 أغسطس 2020.

## روابط خارجية
مقالات تستعمل روابط فنية بلا صلة مع ويكي بيانات